# Cenon
Cenon é uma comuna francesa na região administrativa da Nova Aquitânia, no departamento da Gironda. Estende-se por uma área de 5,52 km². Em 2010 a comuna tinha 25 518 habitantes (densidade: 4 622,8 hab./km²).870 hab/km².